# Мечта

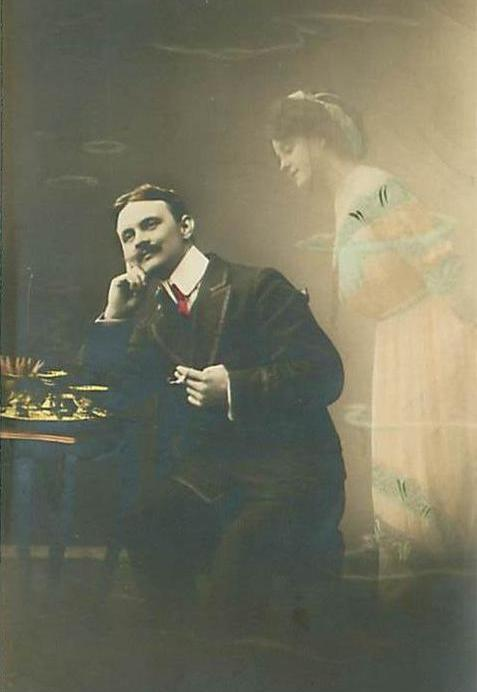
Мечтательный джентльмен в 1912 году

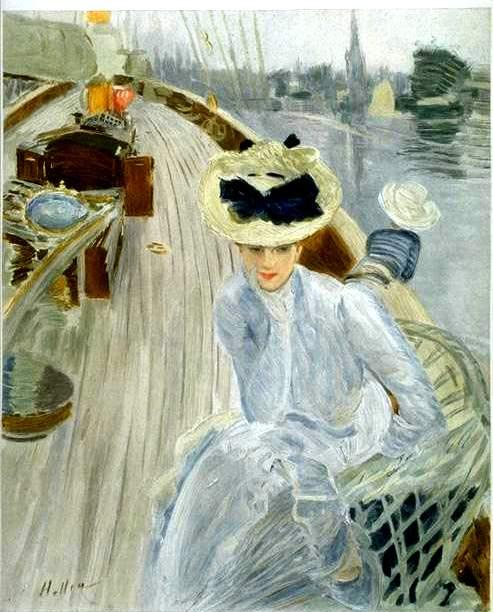
Мечта Поля Эллё

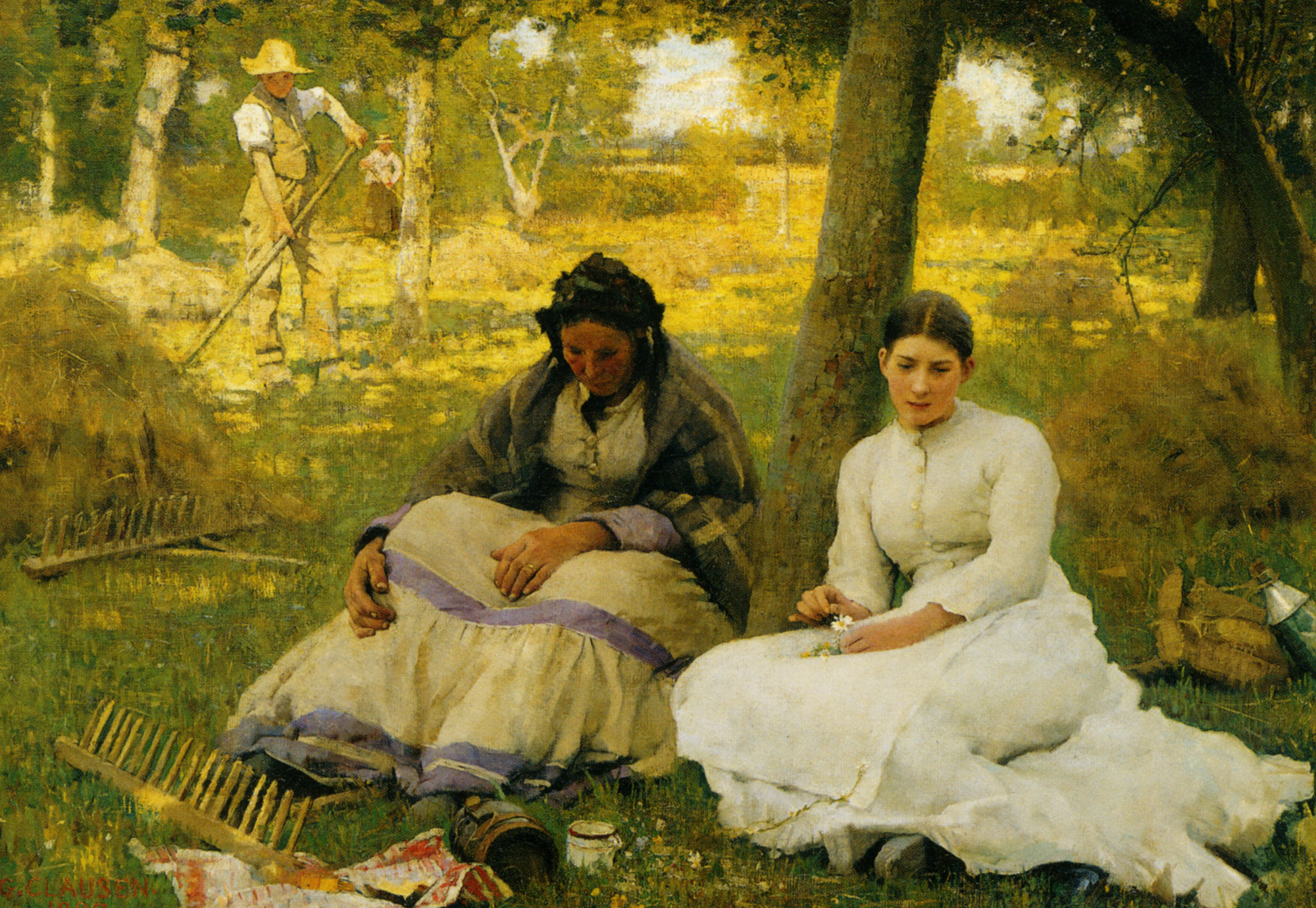
Мечта

Мечта́ — особый вид воображения, представляющий собой самостоятельное создание новых образов, направленный на будущее и выражающий желания человека. В отличие от творческого воображения, мечта не включена в непосредственную деятельность в данный момент.
Или созерцание индивидуумом предполагаемого будущего, настоящего или прошлого с его участием или без него.

## Образ мечты
Образ, формируемый мечтой, как правило, имеет следующие признаки:
- конкретность желаемого (многие детали и частности);
- слабая выраженность конкретных путей к реализации;
- эмоциональная насыщенность, привлекательность образа;
- уверенность в осуществимости, страстное стремление к воплощению;
- жажда осуществления нового;
- более привлекательный по сравнению с настоящим (возможен уход от реальности (дезадаптивная мечтательность) или постановка значимой задачи для дальнейшего достижения).[2]

## Дезадаптивная мечтательность
Понятие дезадаптивной мечтательности или навязчивых грёз впервые описал израильский психолог Эли Сомер в 2002 году. Так называют склонность к фантазиям и грёзам — глубоким и интенсивным, способным оттеснить реальность на второй план. Человек с головой уходит в воображаемый мир — продумывает детальные и насыщенные сюжеты, похожие по уровню проработки на настоящие кинофильмы. При этом он осознаёт, что всего лишь мечтает: навязчивые грёзы — не галлюцинации. Такое состояние не считается расстройством — это скорее психическая концепция, которая оказывает сильное влияние на жизнь человека. От мечтаний большинства людей навязчивые грёзы отличаются, прежде всего, уровнем проработки. Мечты, как правило, довольно поверхностны и размыты. Навязчивые грёзы куда масштабнее: это целые миры, развивающиеся по сюжетной линии. В них есть история, есть другие персонажи, есть детали.
Грёзы определенно приносят удовольствие мечтающему, но не всегда с этого начинаются. Согласно исследованию, обычно люди мечтают о чём-то хорошем, о какой-то пиковой позитивной точке. Но довольно часто центральным эпизодом навязчивых грёз становится что-то более сложное и напряжённое: например, сцены, где мечтатель решается жестоко отомстить и расправиться со своими обидчиками; романтические и сексуальные отношения с недоступным человеком — бывшим партнёром или тем, кто прежде его отверг; конфликтная ситуация, из которой в реальности не получилось выйти «красиво». Человек таким образом реализует себя в воображаемом мире: преодолевает, становится лучшей версией себя, получает что-то недоступное и манящее.
Дезадаптивная мечтательность иногда выступает в роли защитного механизма, помогая психике справиться со сложной ситуацией.

### Признаки дезадаптивной мечтательности
- Когда человек уходит в фантазии, его лицо становится отрешённым, а взгляд — отсутствующим. Он может отвлечься от того, чем занимался до этого, начать совершать механические повторяющиеся движения, иногда — что-то шептать.
- Триггером могут выступить сенсорные стимулы: например, запахи или звуки. Иногда погружение в грёзы провоцируют яркие эмоции: просмотренный фильм, эмоциональный разговор с кем-то, прочитанная история.
- «Приступ» мечтательности может длиться несколько минут или даже несколько часов. В это время человек полностью отрешён от реального мира: чтобы осознать, где он находится и чем занимается, ему требуется усилие и некоторое время.
- Из-за дезадаптивной мечтательности у человека снижается концентрация внимания, ухудшается память, он хуже справляется с рутинными ежедневными задачами. Например, он может уйти в мир грёз, когда чистит зубы — а потом не помнить, как долго этим занимался, чистил ли он их на самом деле или совершал механические движения щёткой в одном месте. Бывают и более опасные ситуации: например, человек отвлекается во время прогулки, занятий спортом или даже управления автомобилем. Физические действия, которые отточены до автоматизма, довольно часто способствуют погружению в мечты.
- Появляются нарушения сна: это может быть как бессонница, так и чрезмерная сонливость. Человек, склонный к навязчивым грёзам, может давать волю воображению как раз перед сном — а потом испытывать трудности с засыпанием из-за эмоционального перевозбуждения. Если же он видит и запоминает насыщенные событиями сны, то утром иногда не хочет просыпаться — чтобы подольше побыть в снах.
- Возвращение в реальность часто становится причиной скуки и апатии — ведь после столь ярких фантазий обычная жизнь кажется пресной и разочаровывающей[5].

### Факторы риска
На склонность человека к дезадаптивной мечтательности может влиять:
- Психологическая травма или стрессовая ситуация
- Психические расстройства: синдрома навязчивых грёз нет в МКБ — это не диагноз. Однако он довольно часто встречается у людей, которые страдают от депрессии или повышенной тревожности, имеют обсессивно-компульсивное расстройство или синдром дефицита внимания и гиперактивности.
- Развитая фантазия, креативность и богатое воображение[5].

### Терапия
Поскольку дезадаптивная мечтательность не является самостоятельным психическим расстройством, никаких протоколов её «лечения» не существует. Как правило, полезно будет просто постараться стабилизировать общее эмоциональное состояние и избавиться от стресса. Например, наладить режим сна и питания, включить в своё расписание физическую активность, освоить релаксационные техники, почаще общаться с друзьями и близкими, попробовать новые хобби. Таким образом потребность в придумывании вымышленных миров и проработке сюжетов в воображении может снизиться или пропасть вовсе.
Если синдром навязчивых грез негативно влияет на жизнь человека, с этим запросом можно обратиться к психологу. Если в процессе психотерапии выяснится, что синдром навязчивых грёз является одним из симптомов психического расстройства, психолог поможет разобраться, что делать дальше — например, направит вас к психиатру для дальнейшего лечения.